# Satyrium kitimboense
Satyrium kitimboense är en orkidéart som beskrevs av Friedrich Fritz Wilhelm Ludwig Kraenzlin. Satyrium kitimboense ingår i släktet Satyrium och familjen orkidéer. Inga underarter finns listade i Catalogue of Life.